# Gina (Sängerin)
Gina (* 13. März 1985 in Hall in Tirol als Claudia Giner) ist eine österreichische Schlagersängerin.

## Leben
Claudia Giner wuchs in Thaur in Tirol auf, erlernte das Spiel auf der Klarinette und wirkte in der Musikkapelle Thaur mit. Später arbeitete sie als Redakteurin beim Radio, wo sie Beiträge gestaltete und auch präsentierte.
Im Sommer 2013 gab sie beim Open-Air-Konzert der Jungen Zillertaler ihr Debüt als Sängerin.
Mit ihrem von Felix Gauder produzierten Debüt-Album Frühstück auf dem Dach hielt sie im August 2016 Einzug in die österreichischen Albumcharts. Im August 2016 trat sie auch in der von Stefan Mross moderierten Sendung Immer wieder sonntags im SWR auf. Anfang September 2016 war sie in der Starnacht aus der Wachau im ORF und im MDR zu sehen, im Jänner 2018 beim Winter Open Air von Wenn die Musi spielt.
Ihr Künstlername Gina, der auch ihr Rufname ist, leitet sich von ihrem bürgerlichen Familiennamen ab.
Gina absolvierte 2020 ihr Studium Marketing- und Verkaufsmanagement an der FH Wien der WKW als Master of Science. Sie gründete im Oktober 2021 ihr Marketingberatungsunternehmen „Die Strahlefrau eU“ und bietet Marketingmanagement für Unternehmen an.

## Diskografie
Alben
- 2016: Frühstück auf dem Dach

Singles
- 2016: Zwillingsstern (Universal Music Group)
- 2017: Verdammte Sehnsucht (Universal Music Group)
- 2019: Ab durch die Mitte!
- 2020: Italienische Sehnsucht (Universal Music Group)